# Phylloptera incognita
Phylloptera incognita är en insektsart som beskrevs av Piza Jr. 1973. Phylloptera incognita ingår i släktet Phylloptera och familjen vårtbitare. Inga underarter finns listade i Catalogue of Life.